# Carrefour de Longchamp
Le carrefour de Longchamp est une voie située dans le 16e arrondissement de Paris, en France.

## Situation et accès
Il se trouve dans le bois de Boulogne.

## Origine du nom
La voie est ainsi nommée pour sa proximité avec l'hippodrome de Longchamp.

## Bâtiment remarquable et lieux de mémoire
- Château de Longchamp